# Solvi Stübing
Pour les articles homonymes, voir Stübing.
Solvi Stübing, née le 19 janvier 1941 à Berlin et morte le 3 juillet 2017 à Rome, est une actrice allemande.

## Biographie
Solvi Stübing débute au cinéma en 1964 dans Je la connaissais bien à côté de Jean-Claude Brialy. Pendant quinze ans, la femme blonde et svelte jouera dans près de trente films de genre et érotiques la plupart italiens et allemands. Cependant elle se fera surtout connaître comme l'ambassadrice des publicités de Birra Peroni. Elle arrête d'enchaîner les tournages au début des années 1980.
Stübing, modèle de magazines masculins comme l'édition italienne de Playboy ou de romans-photos, s'engage dans la politique en Italie à la fin des années 1980. Après des débuts assez curieux (lors des élections municipales de Rome, elle est candidate pour le Parti des retraités), elle fait partie d'une commission européenne sur les questions féminines puis candidate de l'Alliance nationale au Parlement européen.

## Filmographie
- 1965 : Le sette vipere (Il marito latino)
- 1965 : Le Shérif ne tire pas
- 1965 : Je la connaissais bien
- 1965 : À l'italienne
- 1966 : Moi, moi, moi et les autres
- 1966 : New York appelle Superdragon
- 1966 : 2 mafiosi contro Al Capone
- 1966 : Come svaligiammo la Banca d'Italia
- 1966 : Les Dieux sauvages
- 1966 : Opération San Gennaro
- 1967 : Coup de force à Berlin
- 1968 : Heißer Sand auf Sylt
- 1968 : Oswalt Kolle: Das Wunder der Liebe II – Sexuelle Partnerschaft (de)
- 1969 : Die jungen Tiger von Hongkong (de)
- 1969 : Heintje – Ein Herz geht auf Reisen
- 1969 : Garringo
- 1969 : Ah ! Si j'étais restée pucelle
- 1969 : Die liebestollen Baronessen
- 1970 : Pussycat, Pussycat, I Love You
- 1970 : Les Aventures du brigadier Gérard
- 1970 : Atemlos vor Liebe
- 1971 : Blindman, le justicier aveugle
- 1973 : Les Amazones, filles pour l'amour et pour la guerre
- 1975 : Nue pour l'assassin
- 1976 : Les Déportées de la section spéciale SS
- 1978 : Échec au gang
- 1979 : Le Grand Embouteillage
- 1982 : Concile d'amour
- 1987 : Delitti de Giovanna Lenzi
- 1988 : La tempesta de Giovanna Lenzi
- 2006 : Il punto rosso

## Source de la traduction
- (de) Cet article est partiellement ou en totalité issu de l’article de Wikipédia en allemand intitulé « Solvi Stübing » (voir la liste des auteurs).